# Fontaine de la Vierge (La Réunion)
Pour les articles homonymes, voir Fontaine de la Vierge.
La fontaine de la Vierge est une fontaine de l'île de La Réunion, département d'outre-mer français dans le sud-ouest de l'océan Indien. Située au 66, rue Labourdonnais à Saint-Paul, la fontaine (en fonte de fer, produite par la fonderie Ducel), y compris le sol, est inscrite en totalité au titre des Monuments historiques depuis le 13 décembre 2010,.